# Marquesado de la Laguna
El marquesado de la Laguna es un título nobiliario español credo por la reina Isabel II por decreto de 27 de noviembre de 1862 y carta de 19 de enero de 1864 a favor de José Manuel Collado y Parada. El 23 de mayo de 1882, el rey Alfonso XII, le otorgó la grandeza de España a Fermín de Collado y Echagüe, II marqués de la Laguna, para él y sus sucesores.
Su nombre se refiere a la Hacienda de la Laguna, situada en la localidad de Puente del Obispo, en el municipio jienense de Baeza.

## Marqueses de la Laguna
|                        | Titular                                        | Periodo                |
| Creación por Isabel II | Creación por Isabel II                         | Creación por Isabel II |
| ---------------------- | ---------------------------------------------- | ---------------------- |
| I                      | José Manuel Collado y Parada                   | 1864                   |
| II                     | Fermín de Collado y Echagüe                    | 1866-1912              |
| III                    | Berenguela de Collado y del Alcázar            | 1914-1929              |
| IV                     | María del Milagro Hurtado de Amézaga y Collado | 1929-1976              |
| V                      | Fausto de Saavedra y Collado                   | 1978-1980              |
| VI                     | Jacobo Hernando Fitz-James Stuart y Gómez      | 1982-actual titular    |

- José Manuel Collado y Parada (San Sebastián, 1 de enero de 1792-Madrid, 11 de diciembre de 1864), I marqués de la Laguna.[2]

Casó con Leocadia Echagüe Aracues. El 9 de marzo de 1866, le sucedió su hijo:
- Fermín de Collado y Echagüe (m. 18 de mayo de 1912), II marqués de la Laguna, grande de España[2] y I vizconde de Jarafe.

Casó con María de la Concepción del Alcázar, condesa de Montalvo, hija de los duques de la Roca; El 6 de mayo de 1914, le sucedió su hija:
- Berenguela de Collado y del Alcázar (m. 19 de noviembre de 1930), III marquesa de la Laguna, grande de España[2] y II vizcondesa de Jarafe.[3]

Casó, el 18 de mayo de 1895, con José Hurtado de Amézaga y Zavala, VII marqués del Riscal,, grande de España XVI marqués de Quintana del Marco, V conde de Villaseñor y gentilhombre grande de España con ejercicio y servidumbre del rey Alfonso XIII. El 7 de enero de 1929, por cesión, le sucedió su hija:
- María del Milagro Hurtado de Amézaga y Collado (1889-30 de octubre de 1975), IV marquesa de la Laguna,[2] VI duquesa de la Roca,[5] dos veces grande de España, marquesa de Sofraga y III vizcondesa de Jarafe.

Casó, el 6 de diciembre de 1923, con Juan Pérez de Guzmán y Sanjuan, V conde de la Marquina. Sin descendientes, en 1978, le sucedió su primo hermano, hijo de José Saavedra, II marqués de Viana, grande de España y conde de Urbasa, y de su esposa Mencía del Collado, marquesa del Valle de la Paloma:
- Fausto de Saavedra y Collado (San Sebastián, 8 de julio de 1902-Madrid, 12 de mayo de 1980),  V marqués de la Laguna,[2][7] VII duque de la Roca,[5] III marqués de Viana,[5], tres veces grande de España, marqués del Valle de la Paloma, III conde de Urbasa, conde de Castroponce, IV vizconde de Jarafe y XI marqués de Coquilla.

Contrajo matrimonio, el 12 de diciembre de 1927, con Sofía de Lancaster y Bleck, portuguesa, hija de los condes de Lousão. Sin descendientes, le sucedió su sobrino nieto, nieto de su hermana Carmen de Saavedra y Collado, marquesa de Villaviciosa, casada con Hernando Carlos Fitz-James Stuart y Falcó, XVI duque de Peñaranda de Duero:
- Jacobo Hernando Fitz-James Stuart y Gómez (nacido en 1947), VI marqués de la Laguna,[2][10] VIII duque de la Roca,[5] XVIII duque de Peñaranda de Duero,[9] XIII conde de Montijo,[11] IV marqués de Viana,[6] cinco veces grande de España, XIV marqués de Villaviciosa, IX marqués de Coquilla, marqués de Sofraga, IV conde de Urbasa y conde de Torrehermosa.